# Diviziunea Lower River
Diviziunea Lower River este una dintre cele 6 unități administrativ-teritoriale de gradul I ale statului Gambia. Reședința sa este orașul Mansa Konko.

## Districte
Este împărțită în 6 districte:
- Jarra Central
- Jarra East
- Jarra West
- Kiang Central
- Kiang East
- Kiang West